# Macromitrium perichaetiale
Macromitrium perichaetiale är en bladmossart som beskrevs av C. Müller 1845. Macromitrium perichaetiale ingår i släktet Macromitrium och familjen Orthotrichaceae. Inga underarter finns listade i Catalogue of Life.